# Eumelia Hernández
Eumelia Hernández (Caracas 14 d'octubre de 1913 - 17 de setembre de 1990) va ser una militant feminista pels drets de la dona i de la classe obrera veneçolana. Pionera del sindicalisme veneçolà, es reconeix per ser la primera dona a integrar-se el Comitè Executiu de la Central Unitària de Treballadors de Veneçuela organisme on posteriorment va arribar a ocupar la vicepresidència. Va formar part del Moviment Femení Veneçolà i va integrar les files del Partit Comunista de Veneçuela (PVC).

## Biografia
Eumelia Hernández va néixer a Caracas el 1913 en una família humil. Va ser treballadora del calçat, i a partir d'aquesta activitat i després de la mort del governador Juan Vicente Gómez el 1935, amb tan sols 22 anys, va començar la seva activitat sindicalista i va integrar el Comitè Executiu de la Central Unitària de Treballadors (CUTV).
Va ser vicepresidenta de la Central Unitària de Treballadors de Veneçuela. L'any 1936 va passar a formar part de l'Agrupació Cultural Femenina que promovia el sufragi femení a Veneçuela i buscava la reforma del Codi Civil per a crear lleis que poguessin protegir  les dones treballadores, embarassades i els infants, tot  eliminant la discriminació contra els fills nascuts il·legítims.
Va ser militant del Partit Comunista de Veneçuela. Des del Partit Republicà Progressista va liderar lluites i manifestacions pels drets de les treballadores i treballadors. El 950 va dictar la ponència «Mujer obrera» en el marc de la primera Conferència de Dones que va tenir lloc a la ciutat de Caracas, on va abordar el tema dels sous igualitaris, proteccions laborals per a les dones embarassades i la promoció de campanyes d'alfabetització.Per la seva activitat militant, va ser detinguda i torturada pel govern dictatorial de Marcos Pérez Jiménez; tanmateix, això no va impedir que continués la seva labor en els moviments de dones i per la difusió de la defensa dels drets de la classe obrera. El  1963 integrà la Central Regional de Treballadors del Districte Federal i de l'Estat Miranda al moment de la seva fundació.
Durant el govern de Eleazar López Contreras (1935-1941) va ser empresonada per primera vegada,  i més tard, va estar a la presó de los Teques durant la dictadura de Marcos Pérez Jiménez, l'etapa en la qual va coincidir amb Isabel Carmona de Serra, Carmen Veitía, Panchita de Garmendia, Isabelita Landáez i Celia Poleo, i on es va estar fins al 28 de desembre de l'any 1957.

## Reconeixements
El 20 de novembre de l'any 2013 per la sol·licitud de la Comissió Nacional de Justícia de Gènere del Poder Judicial davant del Tribunal Suprem de Justícia de Veneçuela (TSJ), s'implementa i s'institueix l'Orde al Mèrit, l'únic en la seva classe, que porta per nom Eumelia Hernández, per a honrar la seva memòria i en reconeixement de la labor de veneçolanes i estrangeres en la lluita per la igualtat de gènere. La primera persona a ser homenatjada ha estat  la líder indígena guatemalenca i doctora Rigoberta Menchú, atorgada el 26 de novembre de 2013, a propòsit del Dia internacional per a l'eliminació de la violència contra les dones.